# Evy Leibfarth
Evy Leibfarth (Sylva, 26 de enero de 2004) es una deportista estadounidense que compite en piragüismo en la modalidad de eslalon.
Participó en dos Juegos Olímpicos de Verano, en los años 2020 y 2024, obteniendo una medalla de bronce en París 2024, en la prueba de C1 individual.
Ganó una medalla de bronce en el Campeonato Mundial de Piragüismo en Eslalon de 2021 y cuatro medallas en los Juegos Panamericanos, en los años 2019 y 2023.

## Palmarés internacional
| Juegos Olímpicos     | Juegos Olímpicos        | Juegos Olímpicos  | Juegos Olímpicos |
| Año                  | Lugar                   | Medalla           | Competición      |
| -------------------- | ----------------------- | ----------------- | ---------------- |
| 2024                 | París (Francia)         | Medalla de bronce | C1 individual    |
| Campeonato Mundial   |                         |                   |                  |
| Año                  | Lugar                   | Medalla           | Competición      |
| 2021                 | Bratislava (Eslovaquia) | Medalla de bronce | K1 extremo       |
| Juegos Panamericanos |                         |                   |                  |
| Año                  | Lugar                   | Medalla           | Competición      |
| 2019                 | Lima (Perú)             | Medalla de oro    | K1 individual    |
| 2019                 | Lima (Perú)             | Medalla de plata  | K1 extremo       |
| 2023                 | Santiago (Chile)        | Medalla de oro    | K1 individual    |
| 2023                 | Santiago (Chile)        | Medalla de bronce | K1 cross         |